# كربلايى سافي خان قاراباغي
كربلايى سافي خان قاراباغي (بالأذربيجانيَّة: Kərbəlayi Səfixan Qarabaği) - المهندس المعماري الأذربيجاني، ممثل المدرسة المعمارية المميزة التي أنشئت في قاراباغ.

## الإبداع
وُلد كربلايى سافي خان قاراباغي في شوشا بإقليم قاراباغ في أذربيجان في 1817.
في عام 1883 أكمل المهندس المعماري مسجد يوخاري غوهار أغا الذي كتب عليه النص العربي: «بنى كربلايى سافي خان، مهندس قاراباغ (1301)» (1883-1884).
كما يوجد اسم المهندس في مسجد أشاغي غوهار أغا، في الجزء السفلي من شوشا وفي مسجد مدينة فضولي: «بنى كربلايى سافي خان قاراباغي - مهندس قاراباغ.1307» (1889-1890).
وقد صمم كربلايى سافي خان قاراباغي العديد من المباني في آغدام وفضولي وشوشا.
واستخدمت مشاريعه (على سبيل المثال، المسجد في أغدام وبارد) تقنيات بسيطة تستند إلى التقاليد المعمارية الأذربيجانية.
آثاره معمارية بناها مهندس معماري كربلايى سافي خان قاراباغي:
- ترميم مسجد يوخاري غوهار أغا (القرن التاسع عشر)
- مسجد أشاغي غوهار أغا
- مسجد ساعتلي (1883)
- مسجد جولفالار
- مسجد حاجي علي اكبار[3]
- إعادة بناء مسجد إمام زاده في بردى (1868)
- مسجد أغدام (1870)

## معرض الصورة

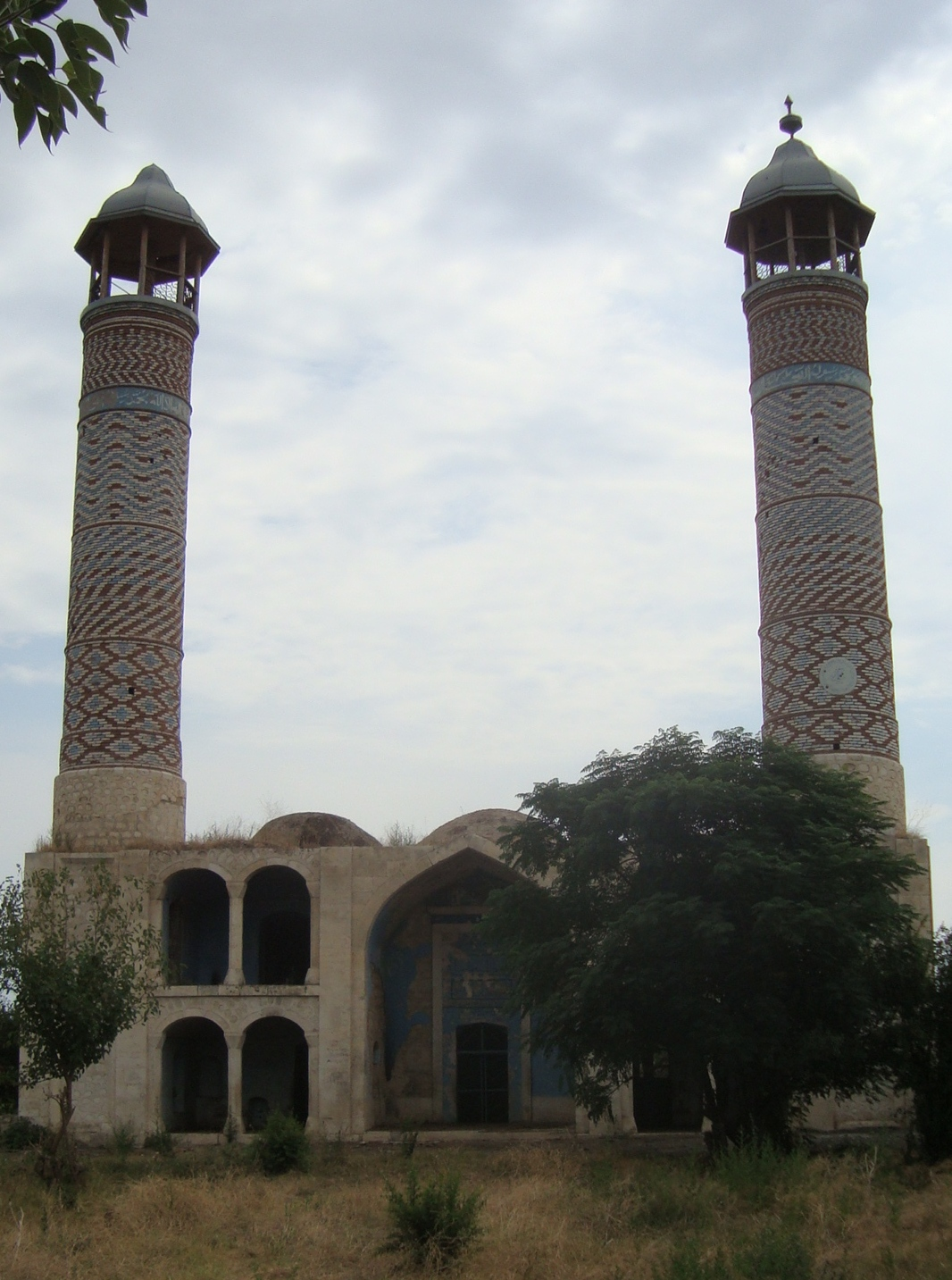
مسجد أغدام في مدينة أغدام (1870) في 2010
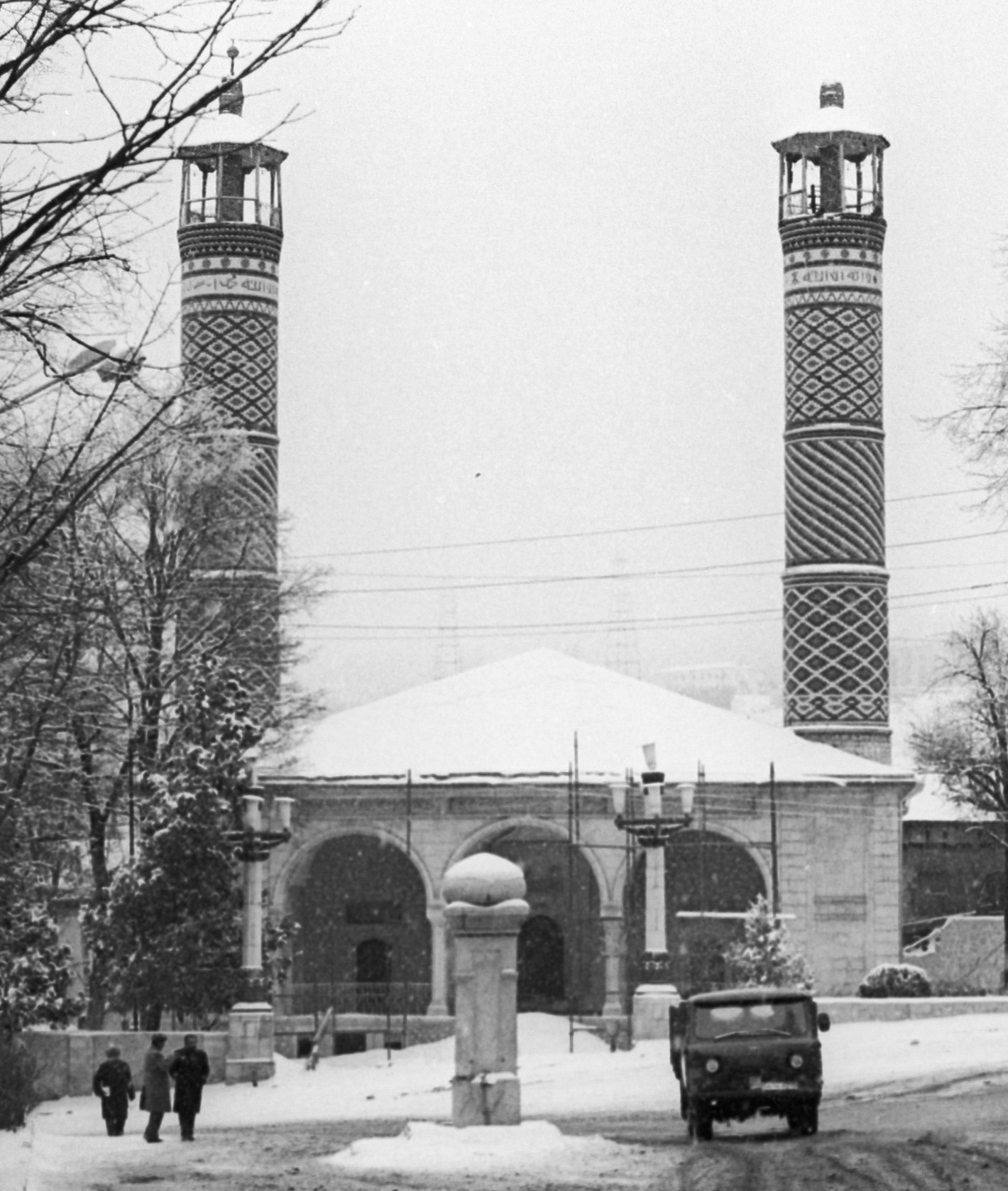
مسجد يوخاري غوهار أغا (1883-1885) في 1992
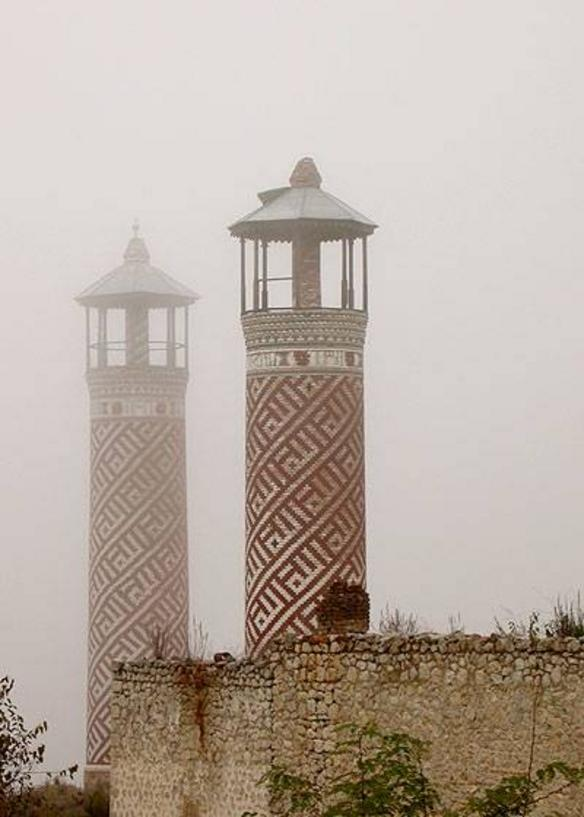
مسجد أشاغي غوهار أغا (1875) في 2005